# Meulles
Meulles település Franciaországban, Calvados megyében. Lakosainak száma 358 fő (2018. január 1.). Meulles Cerqueux, Familly, Friardel, Les Moutiers-Hubert, Notre-Dame-de-Courson, Préaux-Saint-Sébastien, Avernes-Saint-Gourgon és Canapville községekkel határos.

## Népesség
A település népességének változása:
| Lakosok száma | 493  | 449  | 330  | 329  | 362  | 399  | 392  | 386  | 362  | 358  |
|               | 1962 | 1968 | 1982 | 1990 | 1999 | 2008 | 2011 | 2013 | 2017 | 2018 |